# Sericoides antarcticus
Sericoides antarcticus är en skalbaggsart som beskrevs av Brenske 1900. Sericoides antarcticus ingår i släktet Sericoides och familjen Melolonthidae. Inga underarter finns listade i Catalogue of Life.